# 올림피아스

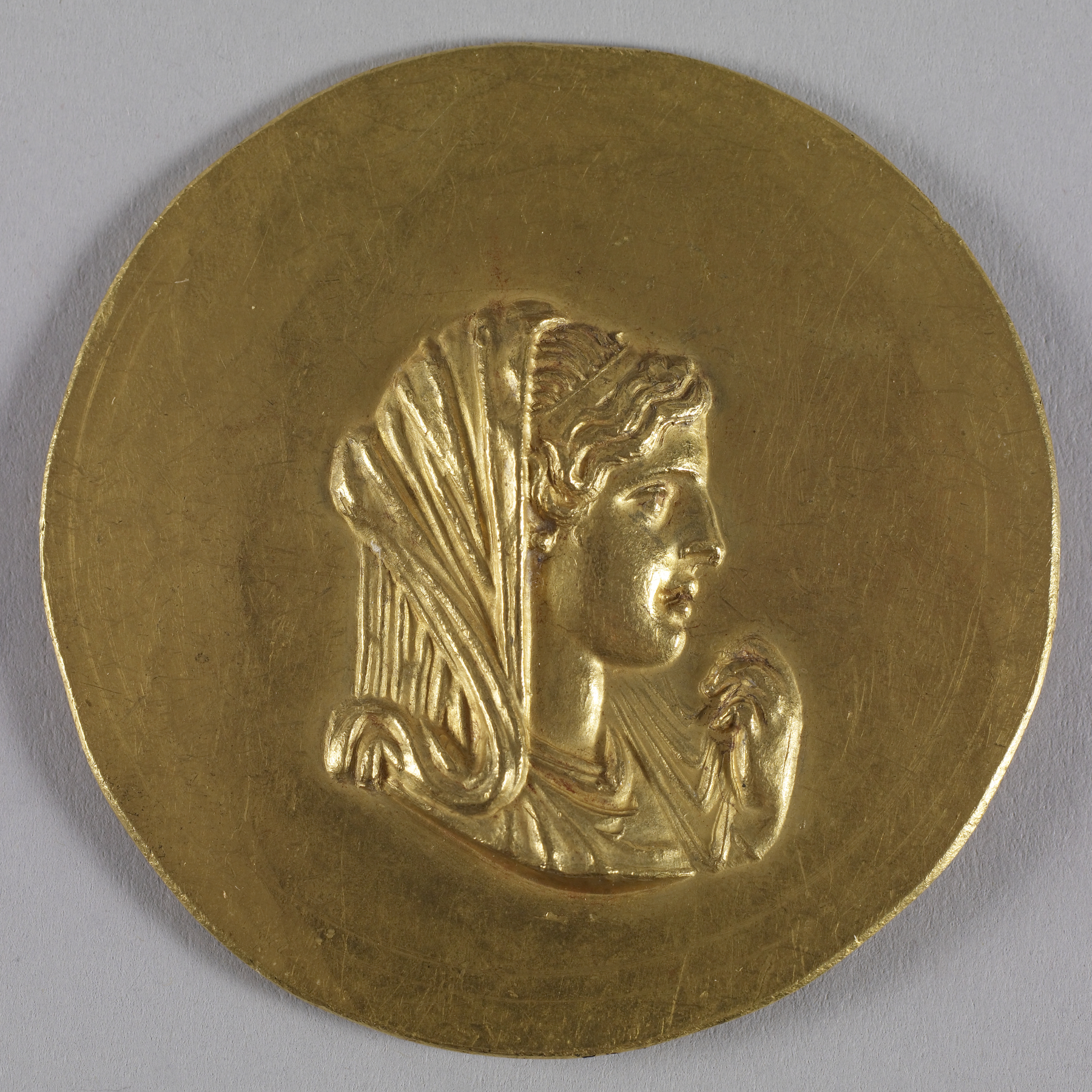
알렉산더 대왕의 후예로서 카라칼라스 황제를 나타내는 3세기 메달 시리즈

올림피아스(고대 그리스어: Ὀλυμπιάς, 기원전 375년 - 기원전 316년)는 에피로스의 국왕 네오프톨레모스 1세의 딸이자, 마케도니아 왕국의 필리포스 2세의 네 번째 아내이자, 알렉산더 3세 (대왕)의 어머니이다. 광란적인 뱀 숭배를 하는 디오니소스 신앙의 열렬한 신자이며, 1세기 전기작가 플루타르코스는 올림피아스가 뱀과 함께 잠을 잤었던 가능성을 시사하고 있다.

## 이름
올림피아스는 에피로스에서 고대 그리스 계 씨족의 왕 네오프톨레모스 1세의 딸로 에피로스 왕 알렉산더 1세의 자매이다. 올림피아스 일족은 아킬레우스의 아들 네오프톨레모스의 후예 아이아키다이(아이아코스의 후예)이라고 하며, 에피로스에서 존경을 받고 있었다. 플루타르코스의 《윤리논집》(Moralia)에서 언급에 따르면, 그녀는 원래 ‘폴리크세나’(Polyxena)라고 이름 붙여진 것 같다. 이후 마케도니아 필리포스 2세와 결혼을 하면서 ‘뮈르탈레’(Myrtale)로 이름을 바꿨다. 이 개명은 어떤 조공 종교에 입교 의식의 장면이었다.
‘올림피아스’는 지금까지 알려진 그녀의 4개의 이름 중 3번째에 해당한다. 이 이름은 아마도 알렉산더의 출산과 동시에 기원전 356년 올림피아 경기에서 필리포스가 소요한 경주마가 우승했다는 소식으로 지어진 것이었던 것 같다.(플루타르코스, 《알렉산더 전》 3.8) 그녀의 마지막 이름은 ‘스트라토니케’(Stratonice)이다. 이 이름은 기원전 317년 마케도니아의 왕비 에우리디케 2세에게 승리했을 때 주어진 것이라고 생각된다.

## 정략결혼

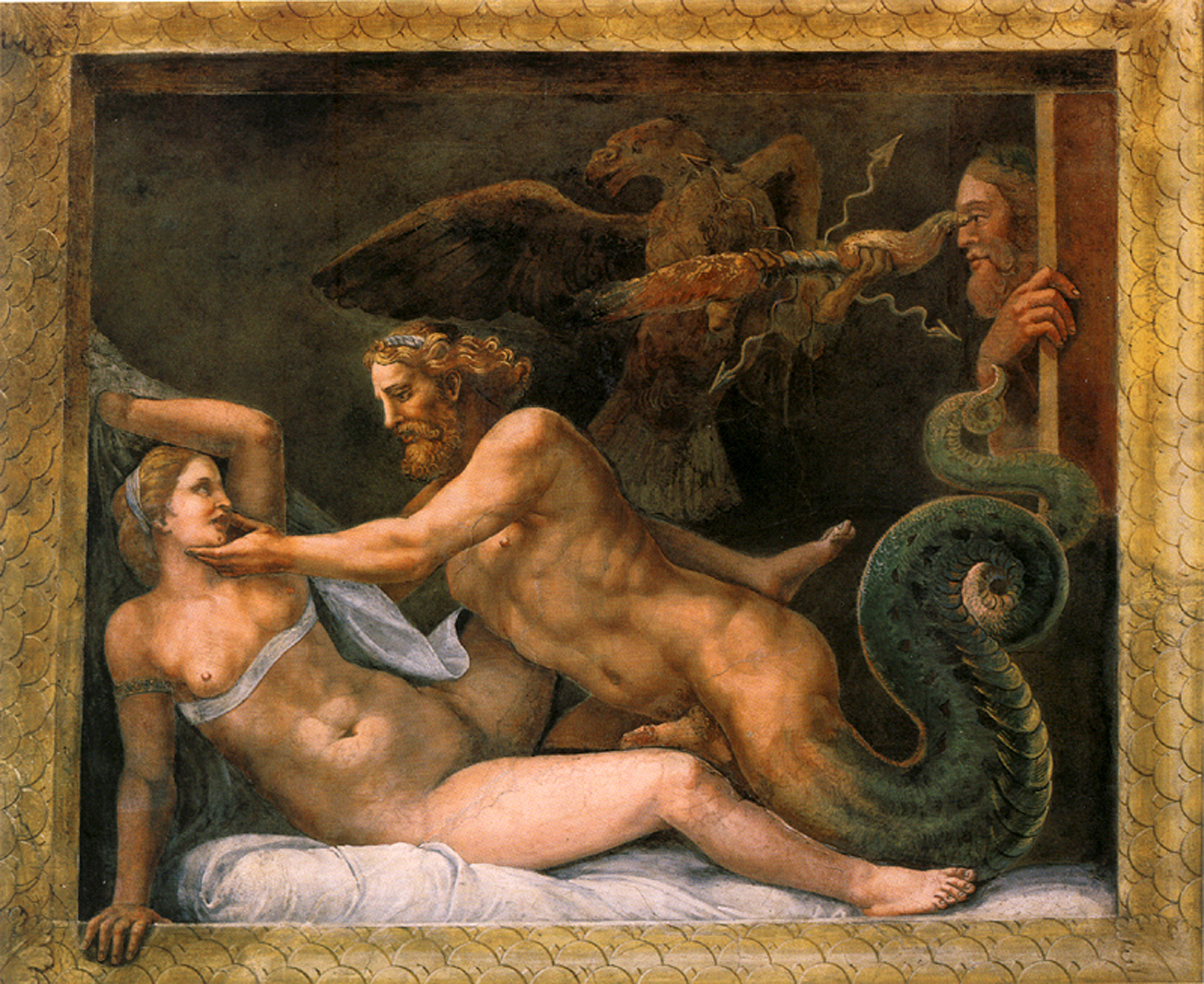
올림피아스를 유혹하는 제우스. Fresco by 줄리오 로마노의 프레스코 (1526년 ~1534년), in 팔라초 델 테

기원전 360년, 네오프톨레모스 1세가 죽고 삼촌인 아림바스가 왕위를 이었다. 기원전 358년, 아림바스는 마케도니아의 새로운 왕 필리포스 2세와 협정을 맺어 마케도니아와 동맹국이 되었다. 기원전 375년 아림바스의 조카인 올림피아스를 필리포스의 왕비로 정략결혼 시킴으로써 동맹이 더 굳건해졌고, 결과적으로 왕후가 되었다. 필리포스는 두 사람이 사모트라케섬에 있는 위대한 신들의 성소에 있는 케베이리의 신비를 시작했을 때 첫 눈에 사랑에 빠졌다.